# 1994–1995-ös szlovák labdarúgó-bajnokság (első osztály)
Az 1994–1995-ös szlovák nemzeti labdarúgó-bajnokság első osztálya, tizenkét csapat részvételével rajtolt. Ez volt a második bajnoki szezonja Szlovákiának. A bajnokságot, az ŠK Slovan Bratislava nyerte.

## Az alapszakasz végeredménye
| Helyezés | Csapat                      | M  | Gy | D | V  | RG | KG | P  |
| -------- | --------------------------- | -- | -- | - | -- | -- | -- | -- |
| 1.       | ŠK Slovan Bratislava        | 22 | 15 | 6 | 1  | 45 | 16 | 51 |
| 2.       | 1.FC Košice                 | 22 | 11 | 5 | 6  | 42 | 28 | 38 |
| 3.       | FK Dukla Banská Bystrica    | 22 | 10 | 6 | 6  | 38 | 22 | 36 |
| 4.       | FC Spartak Trnava           | 22 | 10 | 5 | 7  | 33 | 23 | 35 |
| 5.       | FK DAC 1904 Dunajská Streda | 22 | 10 | 5 | 7  | 27 | 22 | 35 |
| 6..      | FK Inter Bratislava         | 22 | 8  | 6 | 8  | 28 | 34 | 30 |
| 7.       | FC Lokomotíva Košice        | 22 | 9  | 2 | 11 | 34 | 43 | 29 |
| 8.       | BSC JAS Bardejov            | 22 | 7  | 5 | 10 | 28 | 29 | 26 |
| 9.       | 1. FC Tatran Prešov         | 22 | 6  | 7 | 9  | 26 | 34 | 25 |
| 10.      | HFK Prievidza               | 22 | 7  | 4 | 11 | 20 | 36 | 25 |
| 11.      | FC Chemlon Hummené          | 22 | 5  | 6 | 11 | 22 | 39 | 21 |
| 12.      | MŠK Žilina                  | 22 | 4  | 3 | 15 | 22 | 39 | 15 |

## A rájátszás végeredménye

### Felsőház
| #  | Csapat                      | M  | GY | D | V  | LG | KG | P  | Megjegyzések                          |
| -- | --------------------------- | -- | -- | - | -- | -- | -- | -- | ------------------------------------- |
| 1. | ŠK Slovan Bratislava        | 32 | 21 | 9 | 2  | 63 | 25 | 72 | 1995–1996-os UEFA-kupa – Első kör     |
| 2. | 1.FC Košice                 | 32 | 15 | 7 | 10 | 54 | 42 | 52 | 1995–1996-os UEFA-kupa – Selejtezőkör |
| 3. | FK Inter Bratislava         | 32 | 14 | 8 | 10 | 47 | 45 | 50 |                                       |
| 4. | FK DAC 1904 Dunajská Streda | 32 | 13 | 7 | 12 | 41 | 42 | 46 |                                       |
| 5. | FK Dukla Banská Bystrica    | 32 | 12 | 8 | 12 | 53 | 44 | 44 |                                       |
| 6. | FC Spartak Trnava           | 32 | 12 | 8 | 12 | 43 | 35 | 44 |                                       |

### Alsóház
| #   | Csapat               | M  | GY | D  | V  | LG | KG | P  | Megjegyzések                      |
| --- | -------------------- | -- | -- | -- | -- | -- | -- | -- | --------------------------------- |
| 7.  | BSC JAS Bardejov     | 32 | 12 | 7  | 13 | 46 | 46 | 43 |                                   |
| 8.  | FC Lokomotíva Košice | 32 | 13 | 3  | 16 | 55 | 60 | 42 |                                   |
| 9.  | HFK Prievidza        | 32 | 12 | 6  | 14 | 35 | 50 | 42 |                                   |
| 10. | 1. FC Tatran Prešov  | 32 | 9  | 10 | 13 | 42 | 49 | 37 |                                   |
| 11. | FC Chemlon Hummené   | 32 | 8  | 8  | 16 | 32 | 57 | 32 |                                   |
| 12. | MŠK Žilina           | 32 | 9  | 3  | 20 | 37 | 53 | 30 | 1995–1996-os szlovák másodosztály |

## Külső hivatkozások
- rsssf.com
- A bajnokság honlapja